# DuemilaNonSoCosa
DuemilaNonSoCosa è il quarto mixtape del rapper italiano Jesto, pubblicato il 13 marzo 2012 dalla Honiro Label.

## Descrizione
Composto da oltre venti brani, il mixtape ha visto le collaborazioni di artisti provenienti da tutta Italia, come Gemitaiz, Diluvio, Killa Cali, Hyst & Pula+. Le produzioni, fatta eccezione per Rivoglio indietro e Continua a correre realizzate da 3D, sono tutte statunitensi.
Per la promozione del disco sono stati realizzati i videoclip dei brani Non ricordo come fa e Che ne sarà di noi, quest'ultimo realizzato a Roma durante la presentazione ufficiale del mixtape.

## Tracce
1. Mic-Check (Intro) – 1:47
2. DuemilaNonSoCosa – 3:20
3. Non ricordo come fa – 3:01
4. Siamo fottuti bro – 3:23
5. Voglio passarla così – 3:05
6. Rivoglio indietro – 3:43
7. Fumo un po' – 2:43
8. Memento – 2:53
9. Rimaniamo amici (feat. Gemitaiz) – 3:40
10. Che ne sarà di noi – 3:29
11. One Take – 2:56
12. Tanti auguri (feat. Hyst) – 2:53
13. Passami (feat. Pula+) – 4:06
14. Ti sale su (feat. JDR) – 3:36
15. Non puoi cambiarmi (feat. Diluvio) – 3:33
16. Solo un secondo – 1:44
17. Solo su di me (feat. Killa Cali) – 2:32
18. Chi ha deciso tutto questo – 2:34
19. Rettili (Freestyle 2011) – 2:25
20. Fisso a dannarmi – 2:46
21. Continua a correre – 3:11